# Serpette (outil)
Pour les articles homonymes, voir Serpette (homonymie).

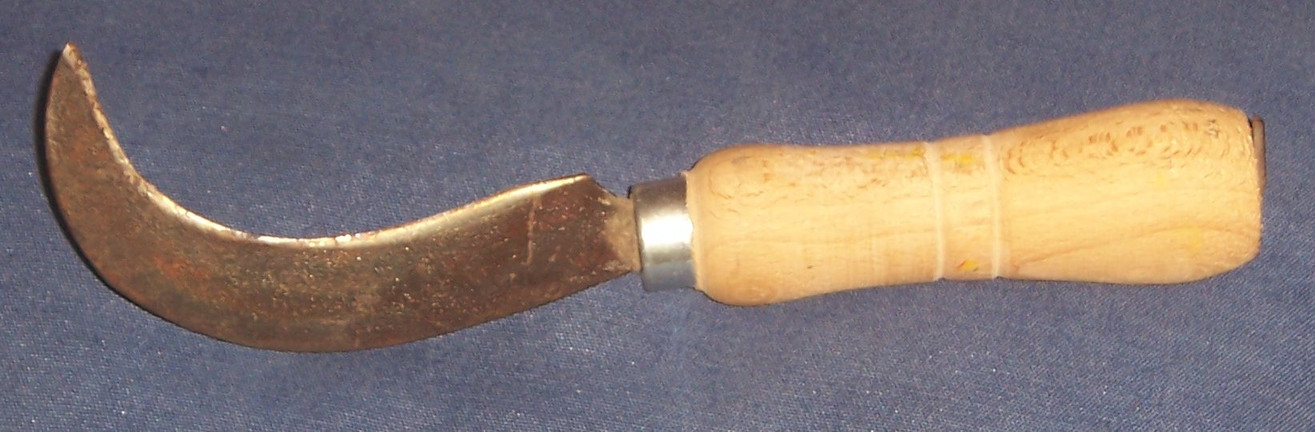
Une serpette de vendange.

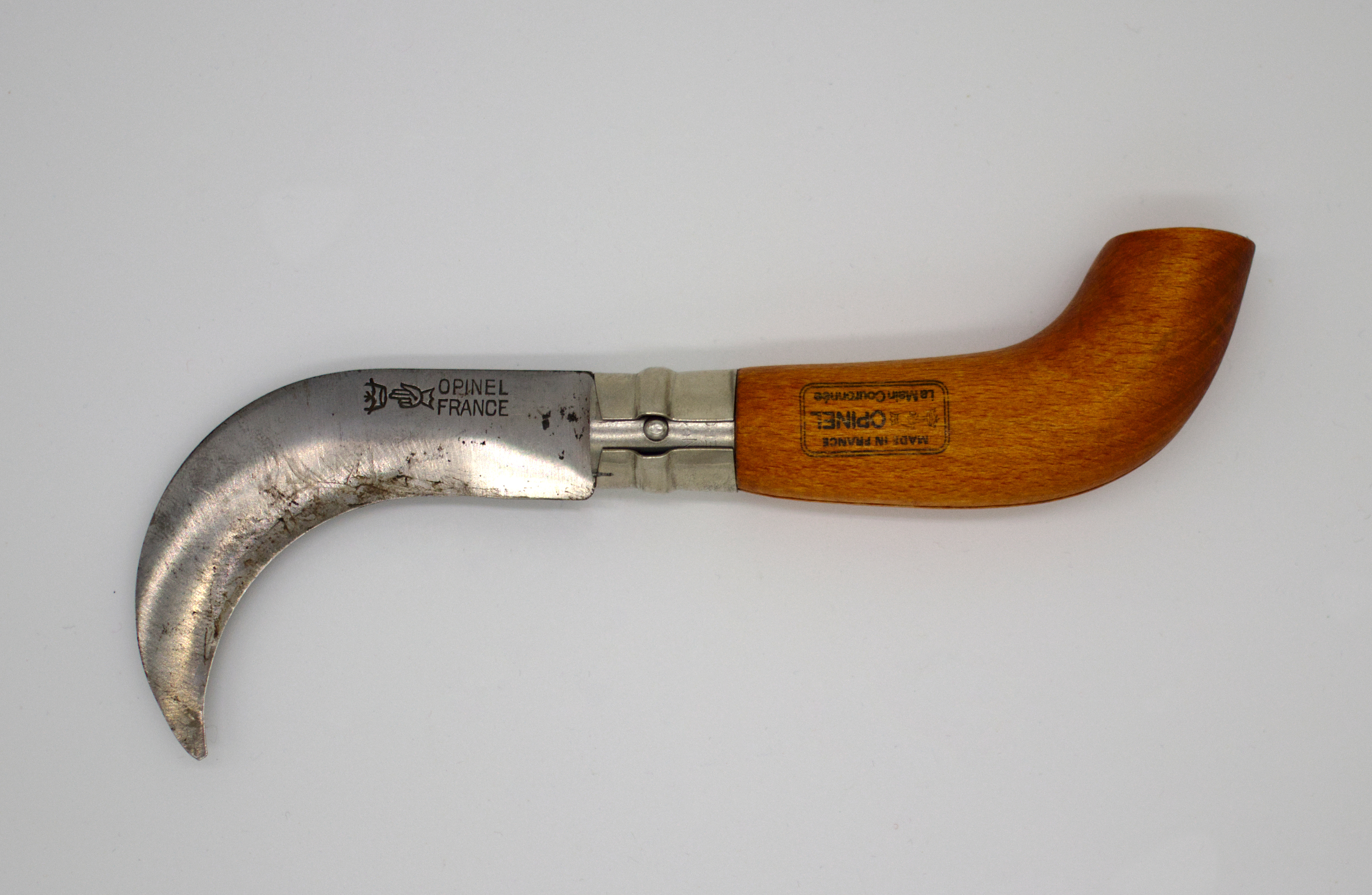
Une serpette de marque Opinel.

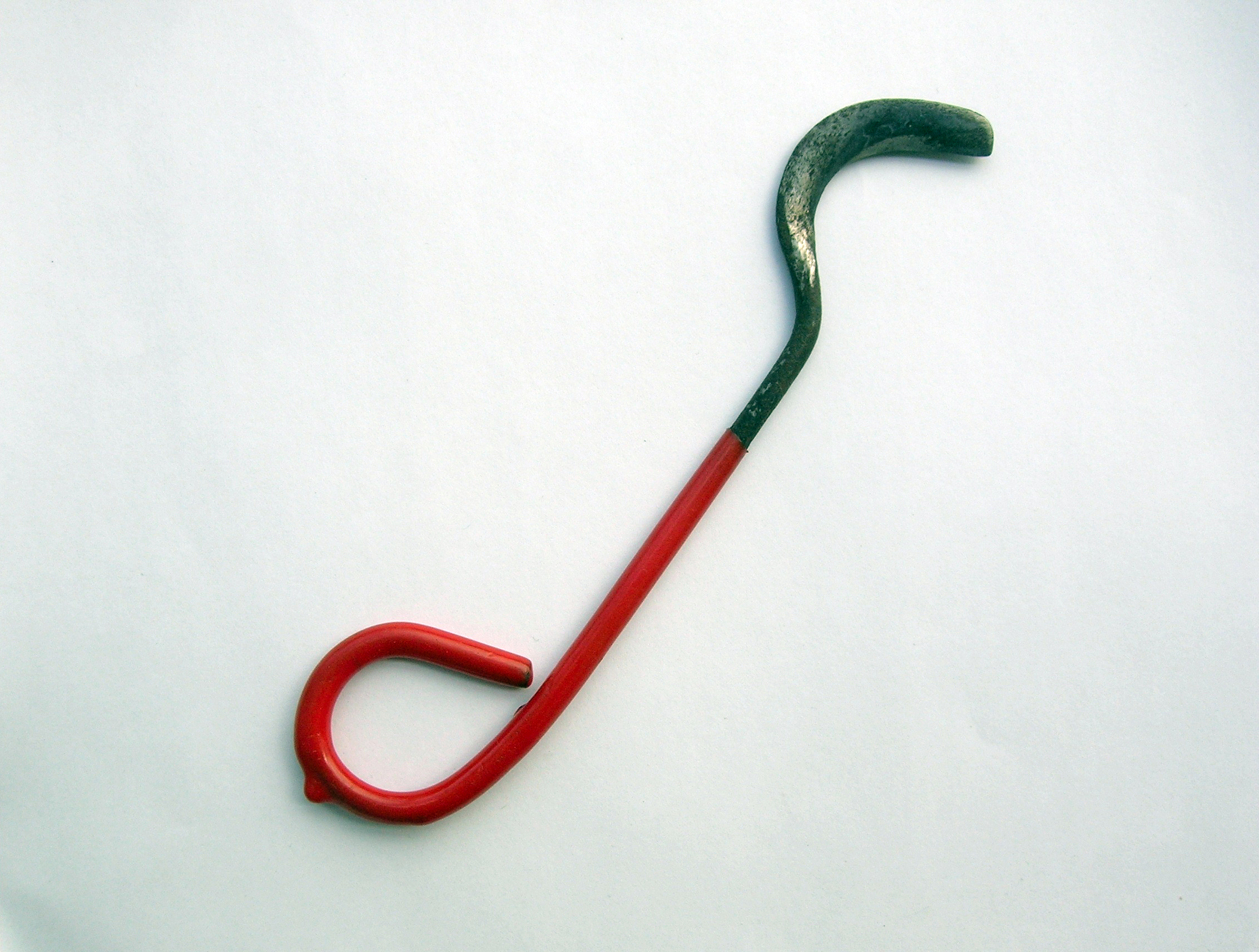
Un autre modèle de serpette de vendange.

Une serpette est une petite serpe de poche, pliante ou non, utilisée pour le jardinage et ressemblant à un couteau ou à un canif dont la lame est recourbée. Elle est utilisée pour la découpe de petites branches, la cueillette de fleurs ou de fruits, et pour certaines opérations de greffe de plantes.

## Symbolique

### Calendrier républicain
Dans le calendrier républicain, la Serpette était le nom attribué au 20e jour du mois de pluviôse.

## Histoire
Si le sécateur apparaît au milieu du XIXe siècle, la serpette ou corbet existe dès l'époque romaine. Cet outil est l'attribut des vignerons au point que l'Honorable Compagnie des Vignerons de Neuchâtel, constituée en 1687, édicte une législation pour l'usage de cet objet. Ces textes déterminent les travaux des viticulteurs, interdisent aux femmes de tailler la vigne et limitent le port du corbet. À la suite de rixes survenues dans des débits de vin, seuls les vignerons qui se rendent au travail ont l'autorisation de se déplacer avec la serpette. La forme de cet outil varie selon les régions et présente parfois un double tranchant. Dans le pays de Neuchâtel, les corbets sont simples et produits par des taillandiers locaux. La manufacture de la famille Rieser à Corcelles est la première à en produire et commercialiser en série.